# Saison 1996-1997 du FC Mulhouse
Maillots
La saison 1996-1997 du Football Club de Mulhouse, ou FC Mulhouse, voit le club participer au Championnat de France de football D2 1996-1997, dont il termine à la 12e place. 

## Résumé de la saison
La saison 1996-1997 du club fut très remplie, autant sur le plan sportif que sur le plan extra-sportif. 
Le début de saison est dans l'ensemble relativement décevant, et la défaite du FC Mulhouse lors du match du 18 septembre 1996 joué contre le Stade briochin au stade de l'Ill est un véritable cataclysme pour le club.
Alors qu'il ne pointe qu'à la vingtième place à la mi-saison, le club haut-rhinois réalise un parcours très intéressant de janvier à mai 1997 et réussit le pari du maintien en Deuxième Division. 
Bien qu'il soit classé cinquième sur cette période, le FCM n'est que 12e au classement général en fin de saison. Il réalise néanmoins son meilleur parcours en D2 depuis la création de la poule unique tant au niveau des points qu'au niveau du classement.
À la présidence du club depuis octobre 1981, Jean François Boetsch démissionne accompagné de deux autres membres du Comité Directeur. Peu de temps après, c'est un jeune chef d'entreprise, Marc Léon, qui prend sa place accompagné d'une équipe très largement remodelée. Le nouveau directeur général est Jean Marc Butterlin, ancien chef du service des sports du journal l'Alsace-Le Pays. À la même période, Christian Sarramagna, entraineur du club, est remplacé par Gilles Bourges, ancien gardien de but du club alors responsable du Centre de Formation.

### Coupe de la Ligue française de football
Pour la Coupe de la Ligue française de football 1996-1997, le FC Mulhouse entre en lice lors du premier tour, où il affronte La Berrichonne de Châteauroux. En ce 23 octobre 1996, face à celui qui s'affirme déjà comme un prétendant sérieux à la montée en Division 1. Dès la 7e minute, Pierre Chavrondier ouvre le score pour le club de l'Indre. Jean-Luc Gautier parvient néanmoins à rétablir l'équilibre en égalisant après la mi-temps, à la 51e minute. Le Castelroussin Nono Mayele, à la 81e minute, redonne l'avantage à son club, mais ce dernier ne tient que trois minutes, lorsque Mulhouse, par le biais de Jérôme Vairelles, réduit encore les effets des pensionnaires du Stade Gaston Petit à néant. Les tirs-au-but s'imposent et Châteauroux s'impose quatre tirs à deux, éliminant ainsi le FCM.

## Mouvements de joueur en fin de saison
| Départs          | Destination       | Arrivées          | Provenance             |
| ---------------- | ----------------- | ----------------- | ---------------------- |
| Eric Colling     |                   | Pierre-Yves David | Stade briochin         |
| Alain Ravera     | FC Istres         | Richard Jézierski | ESTAC Troyes           |
| Philippe Sirvent | Gallia Club Lunel | Dianbobo Baldé    | Olympique de Marseille |
| David Guion      |                   | Zico Tumba        | FC Metz                |
| Marc Walter      |                   |                   |                        |

## Classement final
| Rang | Équipe                  | Pts | J  | G  | N  | P  | Bp | Bc | Diff |
| ---- | ----------------------- | --- | -- | -- | -- | -- | -- | -- | ---- |
| 1    | LB Châteauroux          | 76  | 42 | 20 | 16 | 6  | 54 | 27 | +27  |
| 2    | Toulouse FC             | 75  | 42 | 22 | 9  | 11 | 61 | 32 | +29  |
| 3    | FC Martigues (R)        | 67  | 42 | 17 | 16 | 9  | 54 | 33 | +21  |
| 4    | FC Gueugnon (R)         | 67  | 42 | 19 | 10 | 13 | 54 | 47 | +7   |
| 5    | Chamois niortais FC     | 65  | 42 | 16 | 17 | 9  | 44 | 36 | +8   |
| 6    | Le Mans UC              | 62  | 42 | 15 | 17 | 10 | 49 | 41 | +8   |
| 7    | AS Beauvais (P)         | 61  | 42 | 15 | 16 | 11 | 43 | 43 | 0    |
| 8    | Stade lavallois         | 58  | 42 | 14 | 16 | 12 | 48 | 39 | +9   |
| 9    | FC Lorient              | 58  | 42 | 15 | 13 | 14 | 50 | 50 | 0    |
| 10   | ASOA Valence            | 58  | 42 | 17 | 7  | 18 | 48 | 53 | -5   |
| 11   | FC Sochaux              | 57  | 42 | 14 | 15 | 13 | 57 | 47 | +10  |
| 12   | FC Mulhouse             | 54  | 42 | 14 | 12 | 16 | 51 | 49 | +2   |
| 13   | Red Star 93             | 54  | 42 | 12 | 18 | 12 | 50 | 48 | +2   |
| 14   | Sporting Toulon Var (P) | 54  | 42 | 14 | 12 | 16 | 50 | 57 | -7   |
| 15   | Amiens SC               | 52  | 42 | 13 | 13 | 16 | 44 | 47 | -3   |
| 16   | FC Perpignan            | 51  | 42 | 11 | 18 | 13 | 38 | 42 | -4   |
| 17   | AS Saint-Étienne (R)    | 51  | 42 | 12 | 15 | 15 | 48 | 56 | -8   |
| 18   | CS Louhans-Cuiseaux     | 51  | 42 | 13 | 12 | 17 | 39 | 52 | -13  |
| 19   | FCO Charleville         | 49  | 42 | 10 | 19 | 13 | 37 | 48 | -11  |
| 20   | ESTAC Troyes (P)        | 48  | 42 | 10 | 18 | 14 | 36 | 42 | -6   |
| 21   | Stade briochin (P)      | 38  | 42 | 9  | 11 | 22 | 31 | 64 | -33  |
| 22   | SAS Épinal              | 26  | 42 | 6  | 8  | 28 | 26 | 75 | -49  |

Légende
- Division 1 1997-1998
- National 1997-1998
- Saint-Brieuc relégué en DSE

(R) Relégué de Division 1 1995-1996
(P) Promu de National 1995-1996